# 本氏蝴蝶魚
本氏蝴蝶魚，又稱雙絲蝴蝶魚，俗名本氏蝶，為輻鰭魚綱鱸形目蝴蝶魚科的其中一種。

## 分布
本魚分布於印度太平洋區，包括東非、亞丁灣、馬爾地夫、葛摩、模里西斯、塞席爾群島、斯里蘭卡、菲律賓、印尼、中國南海、日本、台灣、越南、新幾內亞、所羅門群島、澳洲、馬里亞納群島、馬紹爾群島、密克羅尼西亞、帛琉、諾魯、斐濟群島、夏威夷群島、法屬波里尼西亞、復活節島、加拉巴哥群島、東加、吉里巴斯、吐瓦魯、萬納杜、薩摩亞群島、厄瓜多、墨西哥等海域。

## 深度
水深1至30公尺。

## 特徵
本魚除尾鰭末端呈透明無色外，魚體為一致的黃色。具棕色藍緣的眼帶，其寬度小於眼徑。另在體後方的側線上有一具藍緣的黑色大斑背；另自鰓蓋後方有2條白色細斜帶往臀鰭延伸，一在胸鰭基部前，另一則在胸鰭基部後，其體側斑紋特別，極易辨認。鰭硬棘13至14枚、軟條15至17枚；臀鰭硬棘3枚、軟條14至16枚。體長可達18公分。

## 生態
本魚棲息在礁湖及向海礁坡上珊瑚叢生的海域，幼魚則常在較淺處的軸孔珊瑚叢中出現。成魚常成對出現。多以珊瑚蟲為食。

## 經濟利用
體色極為鮮艷的觀賞魚類，不供食用。